# Ange-Philippe-Honoré d'Esterno
Ange-Philippe-Honoré, marquis d'Esterno (10 mars 1770 à Paris - 18 décembre 1822 à Paris), est un homme politique français.

## Biographie
Fils du marquis Philippe-Antoine-Joseph-Régis d'Esterno et petit-fils d'Auguste Louis Hennequin d'Ecquevilly, il est officier sous l'Ancien Régime.
Il épouse en 1788 Anne Pétronille Constance Sophie de Cossé-Brissac (1772-1804), fille du duc Hyacinthe-Hughes Timoléon de Cossé-Brissac et de Marie Louise Antoinette Charlotte Françoise Constance de Vignacourt (1750-1778).
Il est l'oncle de Ferdinand Charles Honoré Philippe d'Esterno.
Chambellan et grand écuyer sous le Premier Empire, il est créé baron de l'Empire.
Le 13 novembre 1820, il est élu député de l'Aisne.